# José Gómez-Imaz Simón
José Gómez-Imaz Simón (1838 - 1903) fue un marino español, ministro de Marina y senador vitalicio durante la restauración borbónica.
Destacó en el campo profesional como jefe de la Comisión Hidrográfica, cuyo trabajos cartográficos fueron notables para las Islas Baleares. Fue el principal redactor de la memoria sobre los trabajos llevados a cabo por la Comisión, en un documento de importancia científica titulado Resumen de los trabajos de la Comisión Hidrográfica de España en la isla de Mallorca en los años 1889 a 1893. Ostentó el cargo de ministro de Marina entre el 5 de marzo de 1899 y el 18 de abril de 1900.